# 이윤정 (아나운서)
이윤정(1990년 9월 10일 ~ )은 KBS 46기 아나운서다.

## 학력
- 서강대학교 신문방송학과·경영학부 학사

## 경력
- 2015년 ~ 2017년 : 연합뉴스TV 아나운서
- 2017년 ~ 2018년 : G1 아나운서
- 2019년 5월 27일 ~ 2021년 12월 24일 : KBS 46기 공채 아나운서 - KBS 대구 근무
- 2021년 12월 27일 ~ 현재 : KBS 46기 공채 아나운서 - KBS 근무

## 진행

### 현재

#### TV
- KBS 1TV 평일 KBS 뉴스 9 - KBS 스포츠 9 앵커 - 2023년 11월 13일 ~ 현재
- KBS 1TV 《KBS 슈퍼콩서트》 MC - 2024년 5월 12일 ~ 현재
- 유튜브 《KBS 스포츠 수요축구회》 MC - 2024년 12월 11일 ~ 현재

### 과거

#### TV
- 연합뉴스TV 출발 640
- 연합뉴스TV 뉴스현장 13
- 연합뉴스TV 뉴스현장 14
- KBS 대구 1TV 라이브 오늘
- KBS 대구 1TV KBS 뉴스 7 대구 경북
- KBS 대구 1TV KBS 뉴스 9 대구 경북
- KBS 1TV 2022 베이징 동계올림픽 MC(2022년 2월 5일 ~ 2월 18일)
- KBS 1TV KBS 뉴스광장 임시 진행(2022년 2월 21일 ~ 2월 28일, 3월 14일 ~ 3월 16일)
- KBS 1TV KBS 뉴스 5 임시 진행(2022년 3월 2일 ~ 3월 4일, 3월 10일 ~ 3월 11일)
- KBS 1TV KBS 내 삶을 바꾸는 선택 2022 대통령 선거(2022년 3월 9일)
- KBS 1TV KBS 뉴스 12 임시 진행(2022년 3월 23일 ~ 3월 30일)
- KBS 2TV 굿모닝 대한민국 라이브 임시 진행(2022년 3월 25일)
- KBS 1TV KBS 뉴스광장(2022년 4월 4일 ~ 2023년 11월 10일)
- KBS 1TV TV비평 시청자데스크 시청자의 눈 - 2022년 5월 1일 ~ 2024년 11월 3일)
- KBS 1TV 시니어 토크쇼 황금연못 임시 진행(2022년 8월 6일, 2023년 8월 26일, 2024년 2월 24일)
- KBS 1TV 시니어 토크쇼 황금연못 진행 (2022년 9월 10일 ~ 2023년 1월 21일)
- KBS 2TV 영화가 좋다 도도한 영화 임시 진행 (2022년 10월 22일)
- KBS 2TV 연중 플러스 - SNS 뉴스 (2022년 12월 29일 ~ 2023년 3월 16일)
- KBS 1TV 사랑의 가족 임시 진행(2024년 2월 3일 / 3005회)
- KBS 1TV 남북의 창 임시진행(2024년 2월 17일, 2024년 3월 2일)
- KBS 1TV 아침마당 월요토크쇼 명불허전 <공영방송 KBS와 나 - KBS(한국방송)와 맺어준 인연>, 2024년 4월 8일 9625회 월요토크쇼 명불허전 <2024 가족이 부른다> 임시MC
- KBS 2TV 2024 파리 올림픽 중계석 진행 (2024년 7월 28일 ~ 2024년 8월 11일)
- KBS 1TV KBS 파리올림픽기념 국민 대축제 - 파리의 영웅들 진행 (2024년 8월 16일)
- KBS 1TV KBS 뉴스 7 임시 진행(2024년 10월 14일 ~ 2024년 10월 18일)
- KBS 2TV 무엇이든 물어보세요 월요일 아나운서 패널 (2025년 3월 31일 ~ 2025년 8월 4일)
- KBS 2TV 《영화가 좋다 - 도도한 영화》 패널 - 2022년 12월 31일 ~ 2023년 2월 18일 / 2023년 6월 17일 ~ 시기 미상
- KBS 1TV 내삶을 바꾸는 선택 2025 대통령선거 4부 진행 2025년 6월 4일

#### 라디오
- G1 프레쉬FM 이윤정의 예감 좋은 날
- KBS 대구 제1라디오 오후 5시 뉴스
- KBS 대구 제2라디오 음악과 음악사이
- KBS 쿨FM 상쾌한 아침 (스페셜 DJ, 2022년 3월 14일 ~ 3월 20일)
- KBS 쿨FM 설레는 밤, 이윤정입니다 (2022년 5월 16일 ~ 2023년 12월 31일)

## 출연

### TV
- KBS 2TV 순정복서 - TV 화면 속 KBX 뉴스 기자 역 (특별출연)
- KBS 2TV 홍김동전 (2023년 12월 14일, 12월 21일 / 65, 66회 특별출연)
- KBS 1TV 다큐 인사이트 (2024년 1월 25일, 2월 1일 / 179, 180회 특별출연)